# Mončičák

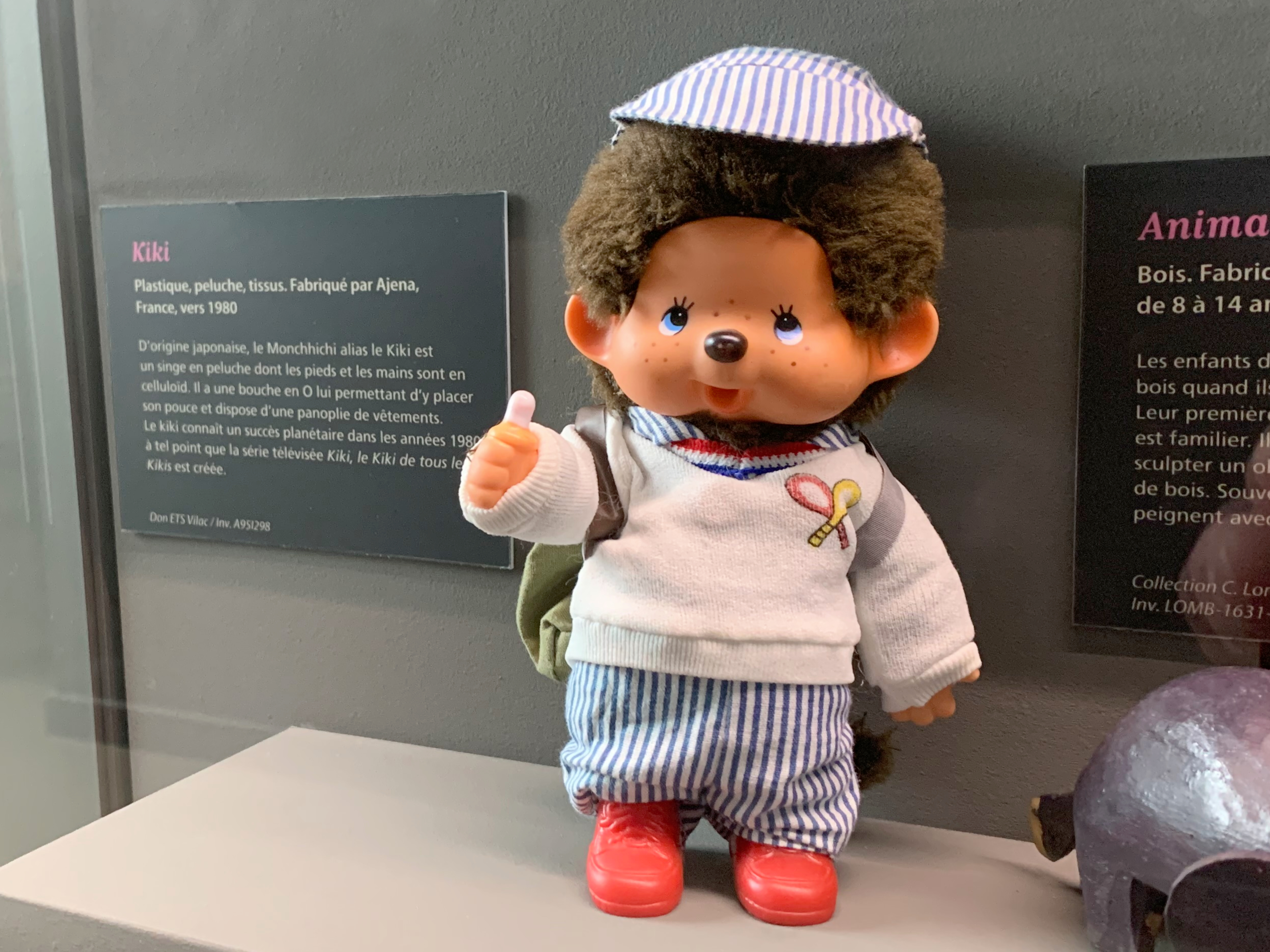
Kiki od společnosti Ajena z 80. let 20. století

Mončičák (japonsky モンチッチ Mončitči) je druhově neurčitelné plyšové zvířátko pocházející z Japonska. Nejčastěji má dětský obličej s velkýma očima a velkýma ušima, často si cumlá palec. Kolem roku 1985 to byla v Československu velmi oblíbená dětská hračka. Nejprve byla k dostání pouze v prodejnách Tuzex, později ji bylo možné koupit i v běžných obchodech.

## Dějiny
Mončičáka vytvořil v lednu 1974 Koichi Sekiguchi, majitel společnosti Sekiguchi. Šlo o asi 20 cm vysokou plyšovou hračku s tmavě hnědou srstí a ocasem o přibližné velikosti ukazováčku. Někdy mohla vydávat i nějaký zvuk. Pravá ruka drží malou lahvičku (později jen palec), která sama drží v ústech. Export řady panenek začal v roce 1975 do Německa a Rakouska, pak následovala například Velká Británie, Francie, Itálie, Dánsko, Španělsko a Maďarsko. V Německu byla během 80. let hračka dokonce prodávanější než v Japonsku. Objevilo se také bílé, modré, růžové a žluté zvířátko. 
Staly se tak populární, že na základě těchto hraček vznikl v roce 1980 úspěšný japonský anime seriál Futago no Monchhichi (ふたごのモンチッチ; Monchhichi Twins; Dvojčata Mončiči), natočeno bylo 130 episod. V roce 1983 pak vznikl od firmy Hanna-Barbera třináctidílný americký kreslený seriál Monchhichis. Do Severní Ameriky hračka dorazila roku 1980, licenci pak koupila společnost Mattel, která ji vyráběla do roku 1985. Hračka byla znovu představena Sekiguchim k 30. výročí v roce 2004. Francouzská společnost Technicolor Animation pak se spoluprací se Sekiguchim vytvořila v roce 2018 animovaný 3D seriál Monchhichi.